# Beskid Dukielski

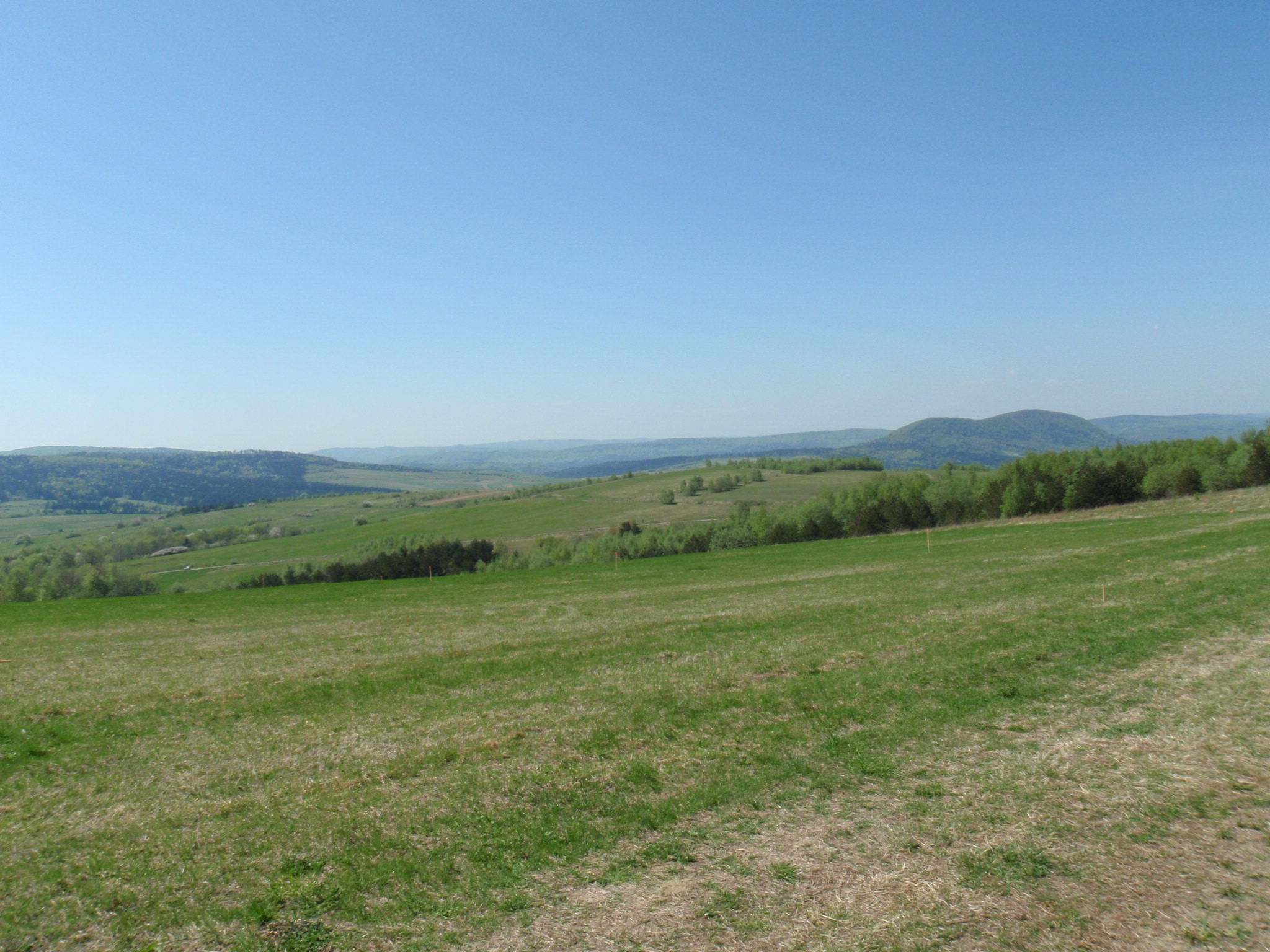
Widok ogólny Beskidu Dukielskiego z Przymiarek. Po prawej charakterystyczne wzniesienie Cergowej. Na skraju zdjęcia po lewej na ostatnim planie widoczny Piotruś

Beskid Dukielski – umowna nazwa środkowej części Beskidu Niskiego leżącej na północ od Przełęczy Dukielskiej. Rozciąga się od dolin Wisłoki i Ryjaka na zachodzie po drogę Królik Polski – Daliowa – Czeremcha na wschodzie. Na północy granicę stanowi droga Nowy Żmigród – Dukla. Dalej na wschód obniżenie Jasionki – górnej Lubatowej i Królika Polskiego oddziela Beskid Dukielski od Wzgórz Rymanowskich. Przeważają w nim wąskie grzbiety o przebiegu równoleżnikowym lub z północnego zachodu na południowy wschód, charakteryzujące się dużą indywidualnością. Zbudowany jest ze skał osadowych – głównie piaskowców, łupków i zlepieńców. Bardzo częste są osuwiska. Towarzyszą im jaskinie szczelinowe. Najwyższym szczytem jest Baranie (754 m n.p.m.).
Do szczytów Beskidu Dukielskiego należą m.in.:
- Cergowa (716 m)
- Kilanowska Góra (558 m)
- Chyrowa (695 m)
- Dania (696 m)
- Polana (651 m.)
- Łysa Góra (641 m)
- Grzywacka Góra (567 m)
- Piotruś (728 m)
- Popowa Polana (638 m)
- Ostra (687 m)
- Baranie (754 m)
- Nad Tysowym (711 m)
- Żydowska Góra (719 m)
- Zimny Wierch (702 m)
- Czerteż (648 m)
- Dziurcz (586 m)